# Lákones
Lákones (grec moderne : Λάκωνες) est une localité située dans le dème de Corfou-Centre et des îles Diapontiques, dans le district régional de Corfou, dans la périphérie des Îles Ioniennes, en Grèce.
Selon le recensement de 2021, elle compte 343 habitants.

## Histoire
Selon la tradition, l'origine du village remonte à l'époque où trois familles de Lacédémone décident, pour des raisons inconnues, d'émigrer de Sparte vers le sud de l'Italie, mais une perturbation maritime contrecarre leurs plans. Parmi les trois familles, l'une est perdue dans la tempête, une autre arrive dans le sud de l'Italie et la troisième, après avoir été désorientée, arrive dans la région de Paleokastrítsa, fondant initialement le village à cet endroit, dans une zone située au-dessus de l'actuel port de Paleokastrítsa. Les attaques de pirates dans la région obligent les habitants à quitter cette zone, ils fondent donc le village de Lákones dans la zone semi-montagneuse au-dessus de Paleokastrítsa.
L'hypothèse de l'étymologie du toponyme provenant de la Laconie (grec moderne : Λακωνία / Lakonía) est cependant réfutée par le linguiste et philologue grec Stamátis Karatzás.
Dans le village, se trouvent des bâtiments et des ruines de bâtiments qui indiquent son ancienneté, la plupart ayant été construits entre le début du XVIIIe  et la fin du  XIXe siècle tandis que les ruines de l'ancien village dont les premiers habitants ont été expulsés existent encore aujourd'hui dans une zone située au-dessus du port de Paleokastrítsa, accessible par un sentier. Il convient de noter que le village est l'un des plus anciens villages de l'île de Corfou.